# Dairy Queen
Az International Dairy Queen, Inc. (DQ) egy amerikai multinacionális gyorsétteremlánc, amelyet 1940-ben alapítottak, és amelynek székhelye jelenleg (2025) Bloomingtonban, Minnesotában található. Az első Dairy Queent Sherb Noble birtokolta és üzemeltette, és 1940. június 22-én nyílt meg az illinoisi Jolietben. Különféle meleg és sült ételeket, valamint eredeti fagyasztott tejtermékeket szolgálnak fel, amelyek helyszínenként változnak.

## Üzletek
A vállalat üzletei több márkanév alatt működnek, mindegyik a Dairy Queen logóját viseli, és a vállalat jellegzetes lágyfagylaltját kínálja. A „Brazier” üzletek kibővített ételválasztékkal és második emeleti raktározási lehetőségekkel rendelkeznek, és vörös manzárdtetőikről ismerhetők fel.
2014 végére a Dairy Queen több mint 6400 üzlettel rendelkezett 27 országban, beleértve az Egyesült Államokon és Kanadán kívüli több mint 1400 üzletet.
Az Egyesült Államok legnagyobb Dairy Queen üzlete Bloomingtonban, Illinois államban található. A világ legnagyobbja Rijádban, Szaúd-Arábiában található.